# مالکوم سنت کلیر (فیلم‌ساز)
مالکوم سنت کلیر (انگلیسی: Malcolm St. Clair؛ ‏ ۱۷ مهٔ ۱۸۹۷ – ۱ ژوئن ۱۹۵۲) کارگردان اهل ایالات متحده آمریکا بود.
از فیلم‌های او می‌توان به آهنگر، زن دنیادیده، استادان رقص، دیوانگان رقص، دو نفر در جنب و جوش، یانکی دودل در برلین و استقبال از خطر اشاره کرد.